# عاج‌ماهی چانه‌لخت
عاج‌ماهی چانه‌لخت (نام علمی: Choerodon rubescens) نام یک گونه از سرده عاج‌ماهی است.